# Arthurius bunakenensis
Arthurius bunakenensis is een eenoogkreeftjessoort uit de familie van de Splanchnotrophidae. De wetenschappelijke naam van de soort is voor het eerst geldig gepubliceerd in 2008 door Salmen, Kaligis, Mamangkey & Schrödl.